# Maria Altötting in Winklern

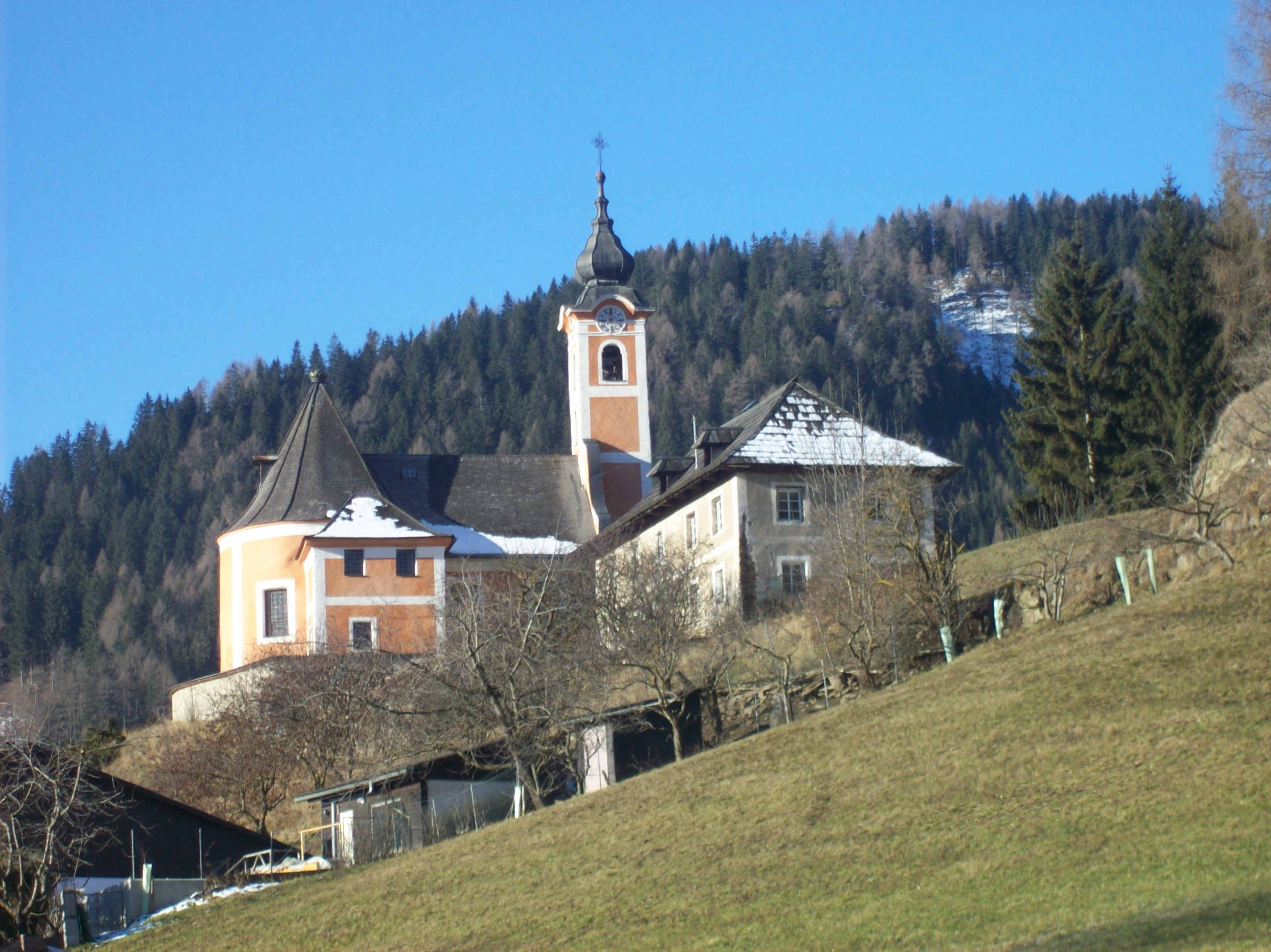
Wallfahrtskirche Maria Altötting in Winklern, Ansicht mit Messnerhaus

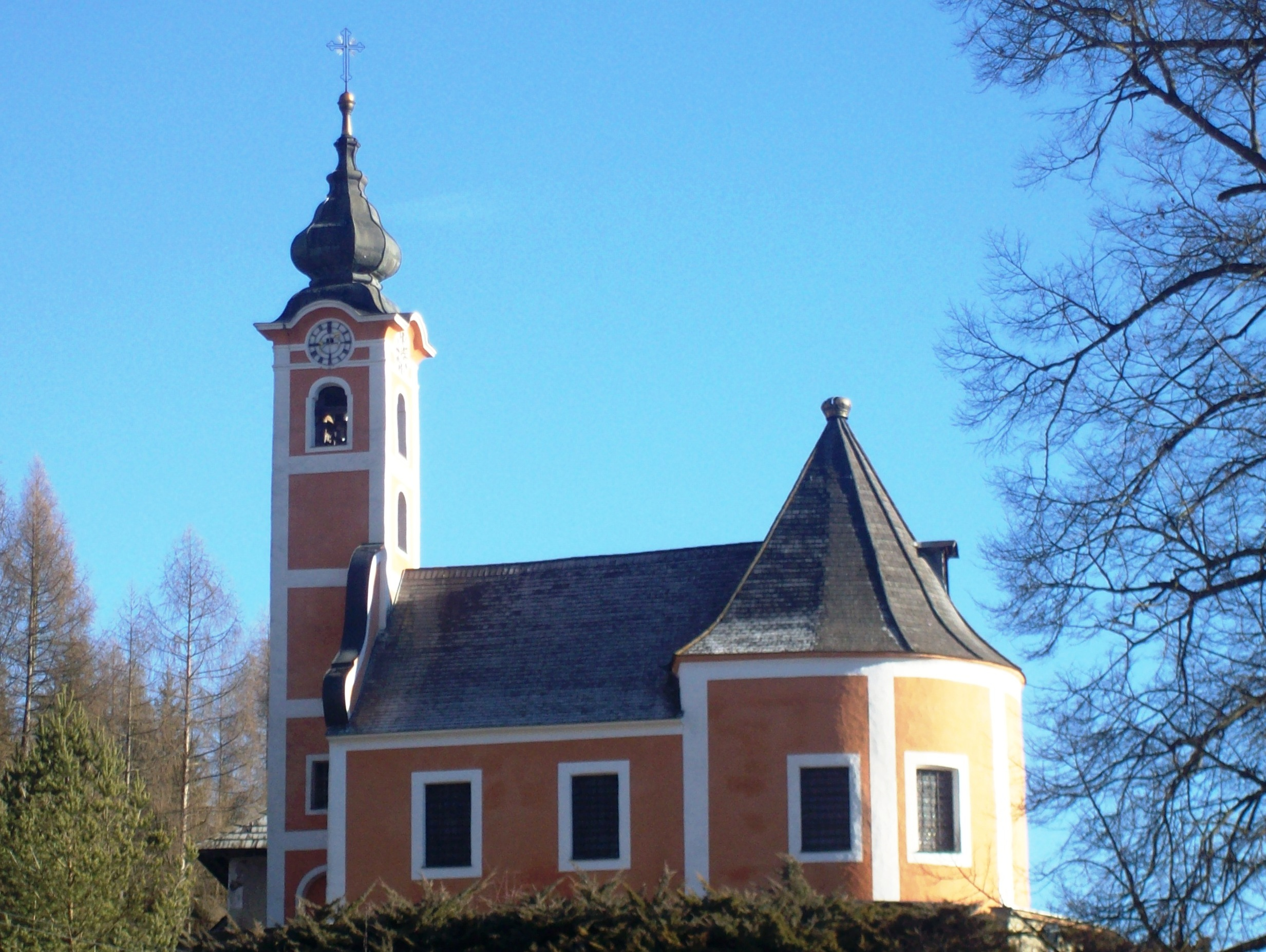
Wallfahrtskirche Maria Altötting

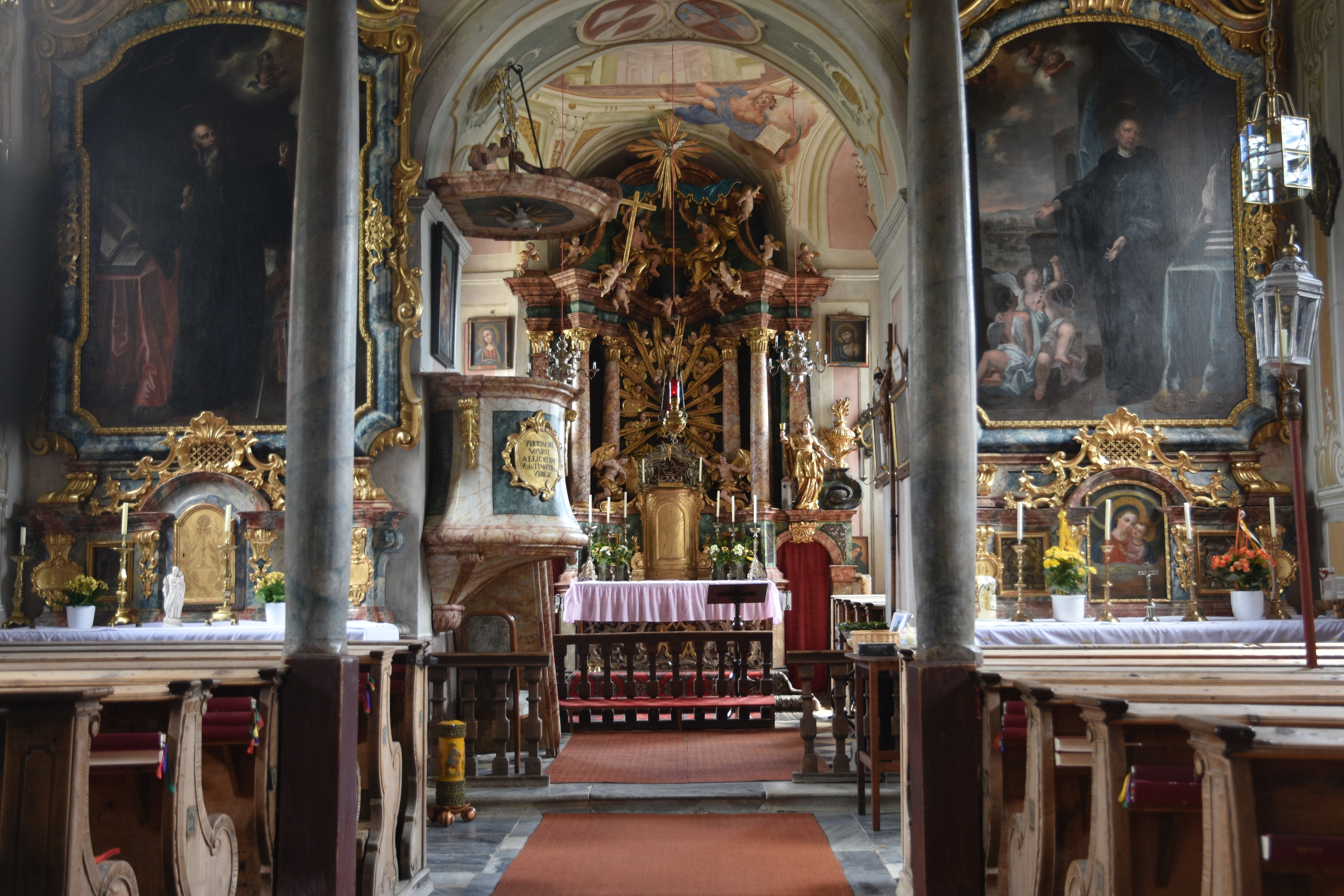
Innenraum der Wallfahrtskirche

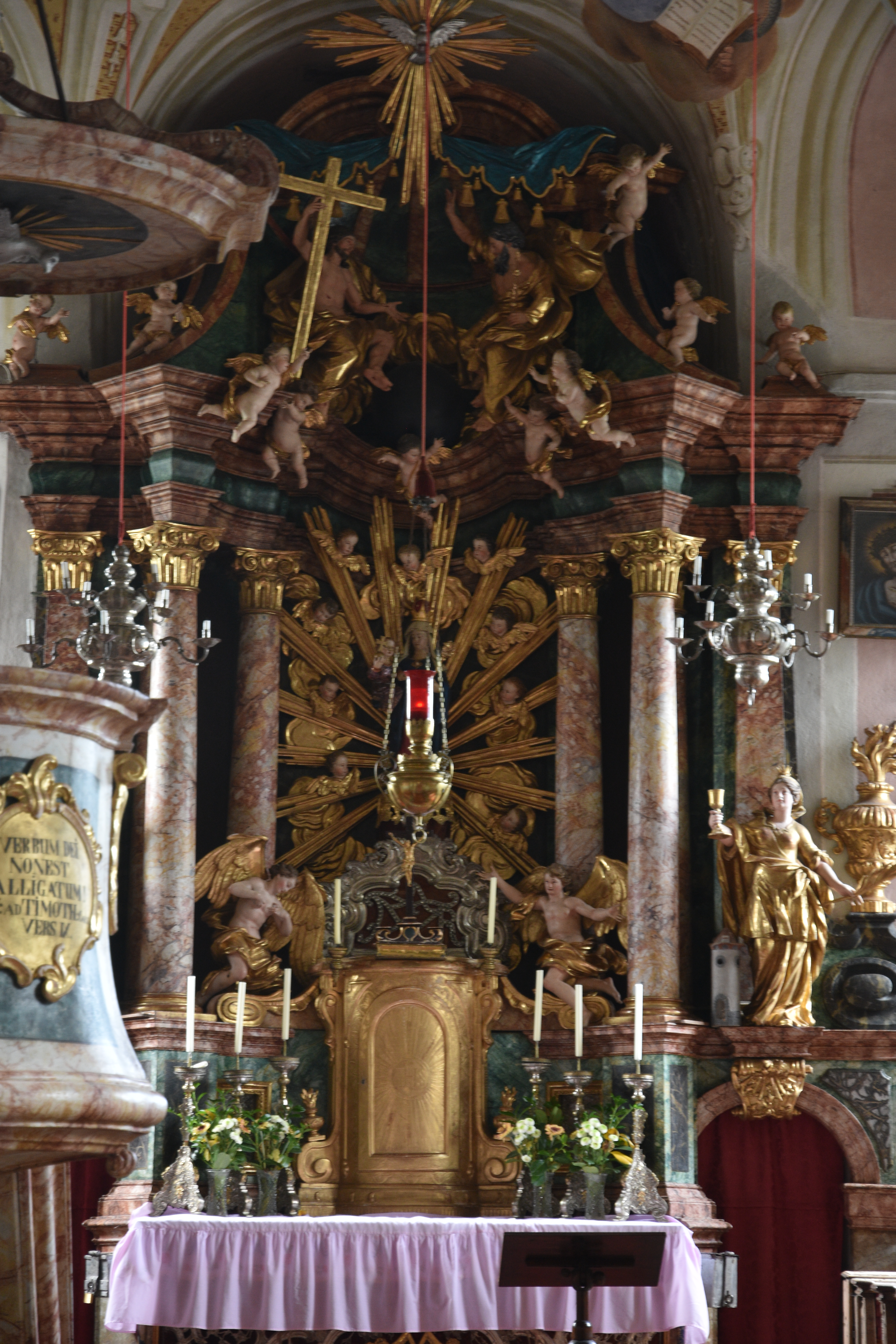
Stammelaltar

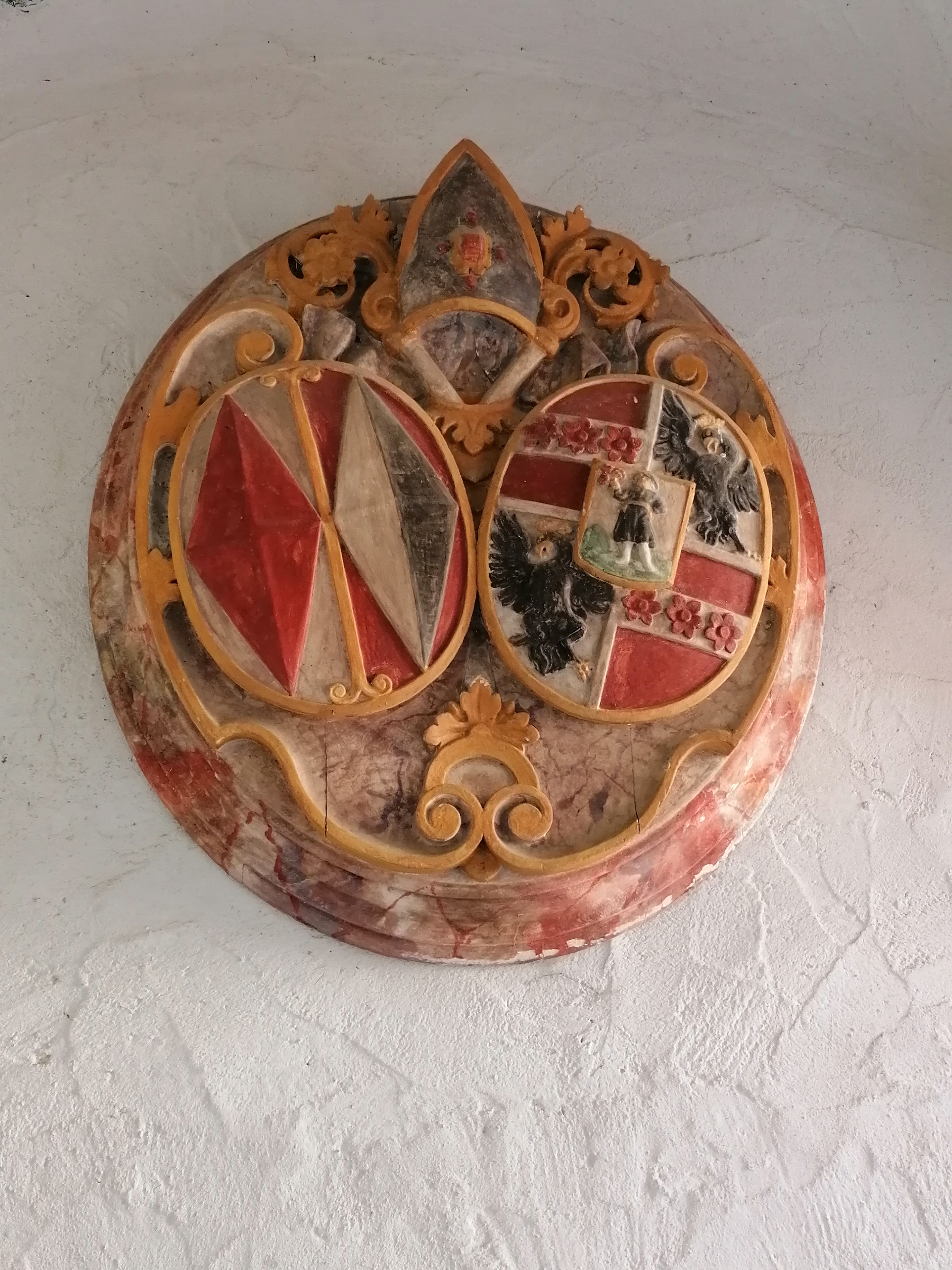
Wappen des Abtes Antonius II. von Mainersberg

Maria Altötting in Winklern ist eine in Winklern bei Oberwölz, heute einem Ortsteil von Oberwölz, im Bezirk Murau in der Steiermark gelegene Kapelle, die in erhöhter Lage auf dem sogenannten Lindenbichl an der Einmündung des Hintereggertals in das Wölzertal steh und der Gnadenkapelle in Altötting nachempfunden ist.

## Geschichte
In unmittelbarer Nähe der späteren Kirchengründung besaß das Stift Admont in Mainhardsdorf einen Zehenthof, das heutige „Paterschlössel“. Dessen Verwalter, Thomas Langanger, „hatte 1652 von Wolf von Stubenberg den Platz erworben samt einem Bergfried aus dem Landgericht Frauenburg, und mit dem Zimmermeister Matthias Mehl eine Pilgerfahrt nach Bayern unternommen, um dort die Gnadenkapelle als das gedachte Vorbild für seinen Kapellenbau zu besichtigen. Er hat, so wird berichtet, eine vom Bildhauer Georg Remele geschnitzte Kopie des Altöttinger Gnadenbildes, einer Muttergottes, auf dem Rücken in den bayrischen Wallfahrtsort getragen, um sie dort durch die Berührung mit dem Original heilbringend zu machen. Bis zur Einweihung der Kapelle im Jahr 1654 stand die Madonna sodann in der Stadtpfarrkirche Oberwölz. In einer feierlichen Prozession wurde sie nach Winklern übertragen.“ Am 20. November 1676 schließlich übertrug Langanger „mit der Schenkung der von ihm gebauten Kapelle Altötting auf dem Lindenbühel (zu Lint und Pichl allernechst ob Winklern gegen Oberwölz) … samt Burgfried, Vogtei und Patronatsrecht“ unter Abt Adalbert Heuffler von Rasen und Hohenbühel an das Stift Admont.
„Die Wallfahrtsstätte „Mariae Heimsuchung“ ist von Anfang an als „Altötting“ bezeichnet worden, zumal der Altarraum mit der Kuppel nach dem Vorbild der Gnadenkapelle des bekannten bayrischen Wallfahrtsortes erbaut und eingerichtet worden ist. Die Kapelle zeigt – wie jene in Altötting – einen durch sieben Nischen erweiterten kreisrunden Chor, ihre endgültige Ausstattung erhielt sie im 18. Jahrhundert, nach der Vergrößerung und dem Turmbau von 1741 … durch Josef Thaddäus Stammel, Joseph Adam von Mölck und Johann Lederwasch, wobei an die Stelle der Arbeiten Remeles jene von Stammel getreten sind. Der Remele-Hochaltar mit Statuen des hl. Joachim und des hl. Josef ist in die Pfarrkirche Niederwölz gekommen, dort aber nicht mehr vorhanden.“
Zur Förderung der Wallfahrt erhielt die Kirche 1708 für den Wallfahrtstag Mariae Heimsuchung am 2. Juli einen Ablassbrief des Papstes Clemens XI. Unter dem 1718 bis 1751 regierenden Admonter Abt Antonius II. von Mainersberg schließlich, der die Errichtung und künstlerische Neuausstattung zahlreicher der stiftischen Pfarrkirchen veranlasste und dessen Wappen im Eingangsbereich des Turms angebracht ist, wurden in den Jahren 1740 bis 1747 Kirchturm und Sakristei zugefügt sowie ein neuer barocker Hochaltar errichtet. Sein Nachfolger Matthäus Offner (1751–1779), unter dem auch die künstlerisch bedeutende Stiftsbibliothek Admont entstand, veranlasste 1777 die Ausmalung des Kirchenraums.
Die Wallfahrt wurde mit dem Josephinismus im Jahre 1785 unterbrochen. Im 19. Jahrhundert verlor das Stift Admont das Interesse an der Kirche. 1850 wurde seitens des Stifts das Gut Mainardsdorf an privat verkauft, 1890 die Kirche mitsamt dem 1804 erbauten Messnerhaus der Gemeinde Winklern überlassen.
Eine umfassende, von einem Förderverein getragene Restaurierung der Kirche kam 1987 mit der Neuweihe der Kirche zum Abschluss.

## Bauwerk
Wie das Vorbild in Altötting besteht auch ihr Nachbau in Oberwölz aus einer kegeldachförmig abgeschlossenen Rotunde, der im Innern ein Oktogon mit segmentbogigen Wandnischen einbeschrieben ist und an die sich nordseitig (die Kirche ist nach Süden ausgerichtet) ein einfacher quadratischer Saalraum mit vorgelagertem schlanken, von einem barocken Helm bekrönter Turmbau anschließt. Östlich an die Rotunde ist ein Sakristeianbau mit darüberliegendem Oratorium für die geistliche Herrschaft angebaut. Die Rotunde ist mit einer Kuppel, das Schiff mit einer Segmenttonne überdeckt.
Dem schlichten Außenbau des 17. Jahrhunderts entspricht im Innern eine schrittweise entstandene reiche barocke Ausstattung und Ausmalung des 18. Jahrhunderts. Das Prinzipalstück des Kirchenraums ist der 1740 von Josef Thaddäus Stammel geschaffene Hochaltar, ein barocker Säulenaltar, der im Hauptgeschoß das von einer Gloriole umgebene Gnadenbild und im Aufsatz eine großfigurige Darstellung der Trinität enthält und seitlich die Statuen der Hl. Barbara und der Hl. Katharina zeigt. Die beiden Seitenaltäre enthalten Altarblätter mit Darstellungen der beiden Heiligen Leonhard und Benedikt, die vermutlich aus der Barockausstattung der Stiftskirche Admont übertragen worden sind.
Im Kirchenschiff befindet sich ein Kreuzweg mit fünfzehn Stationen von Johann Lederwasch, datiert 1792. Das noch zur Erstausstattung der Kirche gehörende Orgelpositiv mit vier Registern, erbaut 1661 durch den Orgelbauer Wolf Stuber in Leoben, wurde 1898 in die Pankratiuskirche überstellt und durch die Orgel der Spitalskirche ersetzt. Diese besitzt 5 Register, stammt aus dem Jahr 1652 und wurde ebenfalls von Wolf Stuber erbaut.
1777 erfolgte, gleichzeitig mit der Stadtpfarrkirche Oberwölz, die Ausmalung des Kirchenraums durch Joseph Adam von Mölck. Die Chorkuppel erhielt die illusionistische Einsicht in einen barocken Kirchenraum, dessen in einen Wolkenhimmel übergehender Kuppelbereich die Darstellung der christlichen Kardinaltugenden Fides, Spes und Caritas unter dem gegenreformatorischen Aspekt der Ecclesia Triumphans mit dem vom Blitzstrahl getroffenen und aus dem Bildfeld stürzenden Vertreter des Protestantismus. Die Lünetten sind den Mitgliedern der Heilige Sippe: Zacharias, Johannes der Täufer, Joachim, Anna, Josef und Elisabeth, gewidmet. Das Deckenfresko des Langhauses zeigt Mariä Aufnahme in den Himmel: Maria aufsteigend aus dem von den Aposteln umgebenen Grab.
An den Wänden ist in Grisaillemalerei die Geschichte der Wallfahrt dargestellt, im Einzelnen: die beiden Pilger mit dem Marienbild, der Sturz einer heidnischen Dianastatue, die Aufrichtung des Gnadenbildes durch den Admonter Abt Adalbert sowie die Errettung bei einem Fuhrwerkunfall. Über dem Chorbogen präsentieren die Stiftsheiligen Blasius und Benedikt einen Plan des Admonter Stifts sowie der Stifter der Kirche, Thomas Langanger, und Abt Anton II. von Mainersberg als deren Vollender einen Plan der Kirche dem Gnadenbild.